# Cantonul Moutiers-les-Mauxfaits
Cantonul Moutiers-les-Mauxfaits este un canton din arondismentul Les Sables-d'Olonne, departamentul Vendée, regiunea Pays de la Loire, Franța.

## Comune
- Angles
- La Boissière-des-Landes
- Le Champ-Saint-Père
- Curzon
- La Faute-sur-Mer
- Le Givre
- La Jonchère
- Moutiers-les-Mauxfaits (reședință)
- Saint-Avaugourd-des-Landes
- Saint-Benoist-sur-Mer
- Saint-Cyr-en-Talmondais
- Saint-Vincent-sur-Graon
- La Tranche-sur-Mer